# Tamara Wilson
Tamara Wilson é uma cantora de ópera soprano estadunidense, que tem tido uma carreira internacional ativa desde 2007. Ela tem realizado um papel de liderança no Canadian Opera Company, na English National Opera, no Houston Grand Opera, no Liceu, no Metropolitan Opera e na Opera House de Sydney, entre outros. É particularmente conhecida por suas performances como heroínas nas óperas de Giuseppe Verdi. Em 2016, ela foi indicada para o Laurence Olivier Award for Outstanding Achievement in Ópera e foi premiada com o Prêmio Richard Tucker, um prêmio descrito pela Ópera de Notícias como "um dos mais prestigiados prêmios da ópera".

## Biografia
Nascida no Arizona, Wilson cresceu em Chicago. Sua mãe é uma ex-diretora do coro e seu pai atuava na indústria ferroviária.
Ela obteve um Bacharelado em Música pela Universidade de Cincinnati – College-Conservatory of Music, em 2004, onde foi um aluna da soprano Barbara Honn. Nesse mesmo ano, foi finalista no Metropolitan Opera Conselho Nacional de Audições; uma competição onde havia se inscrevido sem qualquer intenção séria. Seu desempenho chamou a atenção de Diane Zola, o então Gerente Geral do Houston Grand Opera (HGO), e posteriormente, ela se juntou ao Jovem Artista do Programa no HGO em 2005.
Sua grande chance veio em 2007, quando fez sua estreia em óperas, substituindo Patricia Racette para toda a execução do HGO a produção de abertura da temporada 2007-2008 como Amelia em Verdi em Un ballo in maschera. Ela já voltou para o palco do HGO, atuando como mais duas heroínas de Verdi: Elisabetta em Don Carlos (2012) e Leonora de Il trovatore (2013). Em 2008,  interpretou a Condessa Almaviva em As bodas de Fígaro , com a Berkshire Companhia de Ópera e foi premiadao com uma bolsa de Estudo da Richard Tucker Music Foundation.
Em 2009 Wilson interpretou o papel-título de Verdi, Aida, na Ópera de Sydney para a Ópera da Austrália; a primeira de muitas apresentações de papel. Mais tarde, ainda naquele ano, ela interpretou Alice Ford em Falstaff para a sua estreia no Washington National Opera; voltando para o WNO, em 2010, como Amélia. Ela também apareceu no Canadian Opera Company (COC), em 2009-2010, como Amelia Grimaldi em Verdi Simon Boccanegra, e como Elettra em Mozart, Idomeneo.
Em 2011, Wilson fez sua estreia no Carnegie Hall cantando o papel da Virgem Maria no Honegger do Jeanne d'Arc au bûcher com a regente Marin Alsop, levando a Baltimore Symphony Orchestra, e fez sua estreia em Los Angeles, Opera como Miss Jessel em Britten A volta do Parafuso. nesse mesmo ano, ela fez sua estreia europeia como Ada em Wagner, Die Feen no Opern - und Schauspielhaus de Frankfurt e interpretou Aída para a sua estreia no Teatro Municipal de Santiago. 
Em 2012, Tamara Wilson fez sua estreia no Théâtre du Capitole como Leonora, voltou para a Canadian Opera Company como Rosalinde em Die Fledermaus, e fez sua estreia no Ravinia Festival como Elettra em Mozart, Idomeneo com a Chicago Symphony Orchestra sob o maestro James Conlon. Mais tarde, voltou para Ravinia em 2014, para desempenhar o papel de Donna Anna de Mozart Don Giovanni. Em 2013, ela voltou ao Carnegie Hall, para desempenhar a função de Malwina no Heinrich Marschner's Der Vampyr com a American Symphony Orchestra.
Em 2014, Wilson fez sua estreia no Metropolitan Opera como Aida. Em 2015, fez sua estreia na English National Opera como Leonora em Verdi La forza del destino; uma performance que lhe rendeu uma Olivier Award. Também nesse ano ela participou de Aida no Aspen Music Festival e o Teatro Principal de Palma de Mallorca. Ela esteve programada para desempenhar o papel de Amélia na Deutsche Oper de Berlim, em 2016, e o papel de Elisabetta na Bayerische Staatsoper, em 2017.